# Empedrado (Chile)
Empedrado es una comuna de Chile, ubicada en la zona central de Chile, en la provincia de Talca, Región del Maule.
Limita al norte con Constitución y San Javier, al este con San Javier y al sur con Cauquenes y Chanco.
Integra junto con las comunas la provincia de Talca el distrito electoral n.º 17 (diputados), y pertenece a la 9.ª circunscripción senatorial.

## Historia
La zona que hoy conforma la comuna fue poblada por indígenas picunches, y más tarde dominada por la colonización inca. En 1782, se crea el poblado de San José de Cuyuname en el lugar donde hoy se levanta el pueblo. A raíz del terremoto de 1835, se autoriza la creación de una parroquia en ese lugar, al tiempo que Agustín Quintana, entonces inspector del sector de Junquillar, inició las gestiones para rehacer el poblado, al cual se le dio el nombre actual de Empedrado. En 1891, se crea la Municipalidad de Empedrado, en las subdelegaciones 5a Empedrado y 6a Purapel del Departamento de Constitución. También se crea la Municipalidad de Nirivilo, en las subdelegaciones 7a El Morro y 8a Nirivilo del Departamento de Constitución. Con el DFL 8583 del 30 de diciembre de 1927, se suprime la Municipalidad de Nirivilo, que pasa a integrar la creada comuna y subdelegación de Empedrado, que comprende las antiguas subdelegaciones: 5.a, Empedrado; 6.a, Purapel; 7.a, El Morro, y 8.a, Nirivilo.
La Parroquia de Empedrado pertenece a la diócesis de Linares.

### Incendio
Durante enero y febrero de 2017 se produjeron incendios forestales en múltiples focos de las zonas centro y sur de Chile, con mayor intensidad en las regiones de O'Higgins, Maule y Biobío. El incendio denominado «Las Máquinas» afectó a las comunas de Empedrado, Constitución y Cauquenes en la región del Maule. Este es considerado el incendio más grande registrado en la historia de Chile con 183.946 hectáreas consumidas. El siniestro comenzó el día 20 de enero de 2017, a 12 kilómetros al norte de la ciudad de Cauquenes.
El siniestro afecto al 95% del territorio de la comuna de Empedrado. Ello significó que todos los sistemas rurales de agua para consumo de agua individual y colectivo fueron dañados. También el 100% de los sistemas de suministro eléctricos resultaron dañados. Y existió contaminación a las fuentes de agua para consumo humano y animal.
Por otro lado, existe un daño a la cadena productiva desarrollada en la comuna, ya que un 90% de esta es dependiente del sector forestal. Se prevé un aumento progresivo de cesantía haciéndose crítico a partir de 2020 por carencia de bosques para cosechar. En lo inmediato, existió 20% de animales muertos de un total de 2000 bovinos, 90% de praderas naturales destinadas a consumo animal quemadas y el sector apícola dañado 40% de un total de 1000 colmenas.
La biodiversidad ya se había visto afectada antes del incendio por la excesiva plantación de pino y eucaliptus. Sin embargo, desde el punto de vista la importancia biológica de afectación, este incendio afectó rodales de Nothofagus alessandrii (Ruil), tanto en la Reserva Nacional Los Ruiles, como en sectores aledaños. El Ruil es una especie declarada monumento natural desde el año 1957 y clasificada en Peligro de Extinción desde el año 2007. Además de ello, existe un aumento de riesgo de remoción en masa y erosión por falta de cubierta vegetal.

## Medio ambiente

### Geomorfología y componentes abióticos

Trazado simplificado de los ecosistemas y cuerpos de agua presentes en la comuna de Empedrado.

La comuna de Empedrado se encuentra emplazada en las unidades geomorfológicas de Planicie marina o fluviomarina, Cordillera de la costa y Llano central fluvio-glacio-volcánico; y presenta según la clasificación climática de Köppen clima mediterráneo de lluvia invernal (Csb) y clima mediterráneo de lluvia invernal e influencia costera (Csb (i)). Esta además se halla entre las cuencas hidrográficas de Costeras del río Maule y el límite regional y río Maule. Además, la comuna posee diversos cuerpos de agua, entre los que se destacan el río Rari y río Reloca.

### Componentes bióticos
Dentro del territorio de la comuna se pueden hallar los siguientes ecosistemas:
- Bosque caducifolio mediterráneo costero donde predominan Nothofagus glauca y Azara petiolaris
- Bosque caducifolio mediterráneo costero donde predominan Nothofagus glauca y Persea lingue
- Bosque esclerófilo mediterráneo costero donde predominan Lithrea caustica y Azara integrifolia
- Bosque esclerófilo mediterráneo interior donde predominan Lithrea caustica y Peumus boldus
- Bosque espinoso mediterráneo interior donde predominan Acacia caven y Lithrea caustica

### Medidas de protección ambiental y conflictos socioambientales
Hasta 2022, la comuna de Empedrado cuenta con las siguientes zonas que cuentan con algún nivel de protección ambiental:
- Cardonal - Linda Vista (Sitios ERB)[12]
- Ciénaga del Name (Sitios ERB)[13]
- Fundo el Desprecio (Iniciativa de Conservación Privada)[14]
- Fundo Provoste (Iniciativa de Conservación Privada)[15]
- Hualos de Loanco Forestal Mininco (Sitios ERB)[16]
- Reserva Nacional Los Ruiles (Reserva Nacional)[17]
- San Pedro las Cañas (Iniciativa de Conservación Privada)[18]

## Demografía
La comuna de Empedrado abarca una superficie de 564,9 km² y una población de 4.225 habitantes (censo INE año 2002), correspondientes a un 0,42 % de la población total de la región y una densidad de 7,48 hab/km². Del total de la población, 2003 son mujeres (47,4 %) y 2.222 son hombres (52,60 %). Un 40,85 % (1.726 habs.) corresponde a población rural, y un 59,15 % (2.499 habs.) corresponde a población urbana.

## Administración

### Municipalidad
La Ilustre Municipalidad de Empedrado es dirigida desde el 2024 por el alcalde Carlos Correa Miños (Ind.), quien preside el Concejo Municipal compuesto por los siguientes concejales:
- Claudio Tejos Espinoza     Chile Vamos UDI-Evópoli e Independientes
- Romilio Rojas Yáñez     Chile Vamos Renovación Nacional - Independientes
- Marcela Riquelme Faúndez     Chile Vamos UDI-Evópoli e Independientes
- Manuel Báez Gajardo     Chile Vamos UDI-Evópoli e Independientes
- Fernanda Arellano Tejos     Chile Vamos Renovación Nacional - Independientes
- Alejandro Tejos Pereira     Centro Democrático

### Representación parlamentaria
Empedrado integra el Distrito Electoral n.º 17 y pertenece a la 9.ª Circunscripción Senatorial. De acuerdo a los resultados de las elecciones parlamentarias, Empedrado es representada en la Cámara de Diputados del Congreso Nacional por los siguientes diputados en el periodo actual:
- Jorge Guzmán Zepeda (EVOP)
- Felipe Donoso Castro (UDI)
- Hugo Rey Martínez (RN)
- Alexis Sepúlveda Soto (PR)
- Benjamín Moreno Bascur (PRCh)
- Mercedes Bulnes Núñez (IND - RD)
- Francisco Pulgar Castillo (IND - Centro unido)

En el Senado, la representan los senadores en la circunscripción IX Juan Antonio Coloma Correa (UDI), Juan Castro Prieto (IND - RN), Ximena Rincón González (IND - D), Rodrigo Galilea Vial (RN) y Paulina Vodanovic Rojas (PS).

## Economía
La zona donde se emplaza la comuna se ubica en la Cordillera de la Costa. Originalmente fue una zona vitivinícola, pero luego de la inauguración de la fábrica de celulosa en Constitución, se ha dado gran auge a la plantación de bosques, preferentemente de pino y eucalipto. Actualmente la agricultura ha comenzado a tener un auge con la valorización de la cepa de uva país, las plantaciones de cerezos y arándanos, así como también la recolección de callampas. Esta última actividad tiene una larga historia vinculada a sus habitantes y es considerada como una de las tradiciones más importantes de la comuna.
En 2018, la cantidad de empresas registradas en Empedrado fue de 55. El Índice de Complejidad Económica (ECI) en el mismo año fue de -0,93, mientras que las actividades económicas con mayor índice de Ventaja Comparativa Revelada (RCA) fueron Servicios de Forestación (162,19), Explotación de Bosques (33,29) y Venta al por Mayor de Madera no Trabajada y Productos de Elaboración Primaria (31,23).